# Казалини (Перуђа)
Казалини је насеље у Италији у округу Перуђа, региону Умбрија.
Према процени из 2011. у насељу је живело 193 становника. Насеље се налази на надморској висини од 346 м.